# 전연의 맹
전연의 맹(澶淵之盟)은 1004년에 중국 송나라(宋)에 침입한 요나라(遼)의 성종(聖宗)과 이를 막기 위해 북상(北上)하였던 송의 진종(眞宗)이 전주(澶州)(현재 허난성 푸양시)에 대진(對陣)하고 체결한 강화조약이다. 전연의 맹약이라고도 한다.

## 조건
그 조건은 다음의 3개조이다.
- 송(宋)은 군비(軍備)로서 요(遼)에 매년 비단 20만 필, 은(銀) 10만 냥을 지급한다.
- 양국 군주는 형제 관계가 되며, 진종이 성종보다 나이가 많으므로, 진종이 형이 된다.
- 양국의 국경은 현 상태로 하고, 양국의 포로 및 월경자(越境者)는 서로 송환한다.

이 조약은 송나라에게 굴욕적인 조약일 수 밖에 없었다. 이후, 요는 문화가 발달하고 경제상으로도 발전을 이룬다. 전연(澶淵)이란 전주(澶州)의 아명(雅名)이다.

## 참고 자료
- 이 문서에는 다음커뮤니케이션(현 카카오)에서 GFDL 또는 CC-SA 라이선스로 배포한 글로벌 세계대백과사전의 내용을 기초로 작성된 글이 포함되어 있습니다.